# Chinese Exclusion Act (Estats Units d'Amèrica)

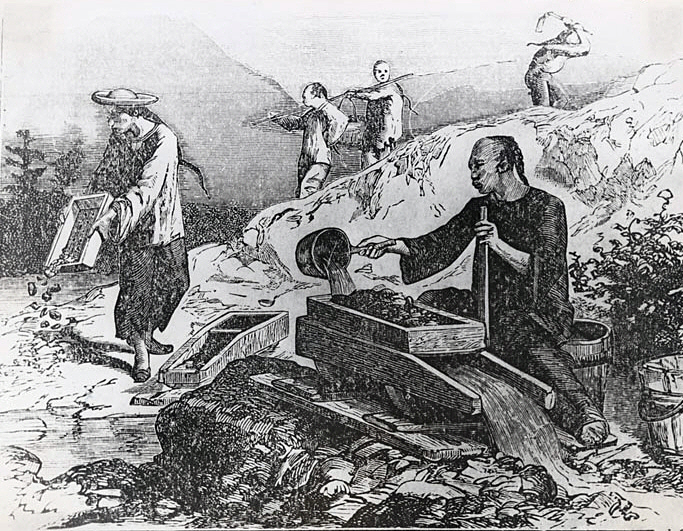
Miners xinesos

Llei d'exclusió dels xinesos (Chinese Exclusion Act) la llei de 1882 va ser la primera llei als Estats Units que forma explicita i per primer cop restringia la immigració en funció de la raça i de la classe social.

## Antecedents
A mitjan segle xix (anys 80) els treballadors xinesos emigraven als Estats Units, especialment a California, per treballar en diferents àmbits, inicialment en les mines d'or, (a partir del fenomen conegut com a "febre de l'or de California") en l'agricultura, la indústria, la confecció textil, i més tard en la construcció del primer ferrocarril transcontinental dels Estats Units. Molts d'aquests treballadors majoritàriament procedien del sud-est de la Xina, impulsats pels problemes interns com la Rebel·lió dels Taiping (1851-1864), la fam (1876-1879), els conflictes externs amb el Japó, França i altres potències occidentals.
Els treballadors xinesos inicialment van ser tractats amb tolerància i dignitat, i ben valorats com a treballadors; alguns d'ells van evolucionar com emprenedors, creant negocis i les seves pròpies empreses. Malgrat aquest inici de percepció positiva, un cop va disminuir "la febre de l'or", va acabar la construcció del ferrocarril, i l'any 1873 va començar un període de depressió econòmica, va generar-se un procés de confrontació entre els treballadors "locals" (especialment els d'origen irlandès) i els xinesos. amb un fort component de caràcter racista i amb raons diverses, des de la crítica a la forma i estil de vida dels xinesos, les raons de tipus religiós i moral o el criteri que calia un cert equilibri en la composició racial de l'estructura de la població.

## La llei
Durant la presidència de Andrew Johnson, l'any 1868 es va aprovar el "Burlingame-Swward Treaty", tractat que havia patrocinat el congressista i diplomàtic per Massachusetts, Anson Burlingame, que establia la lliure immigració entre USA i Xina, i garantia els drets religiosos, de residència, viatge, tolerancia i educació de cada nació. L'actuació de Burlingame es pot considerar com molt especial; inicialment va ser designat pel president Abraham Lincoln com ambaixador dels Estats Units a la Xina, i posteriorment al jubilar-se, l'emperadriu Cixí el va nomenar ambaixador de la Xina per Occident.
Durant el mandat del President Rutherford Birchard Hayes, l'any 1880 el diplomàtic James B. Angell va rebre l'encàrrec de negociar un nou tractat amb la Xina que ja en preveia la restricció, però no la total prohibició de la immigració xinesa.
Més tard, l'any 1897 un grup de partidaris de la restricció van intentar aprovar una llei al Congrés que limités l'entrada en vaixell dels xinesos, però Hayes va creure que la proposta era contrària als tractats i acords amb la Xina i el projecte no va tirar endavant.

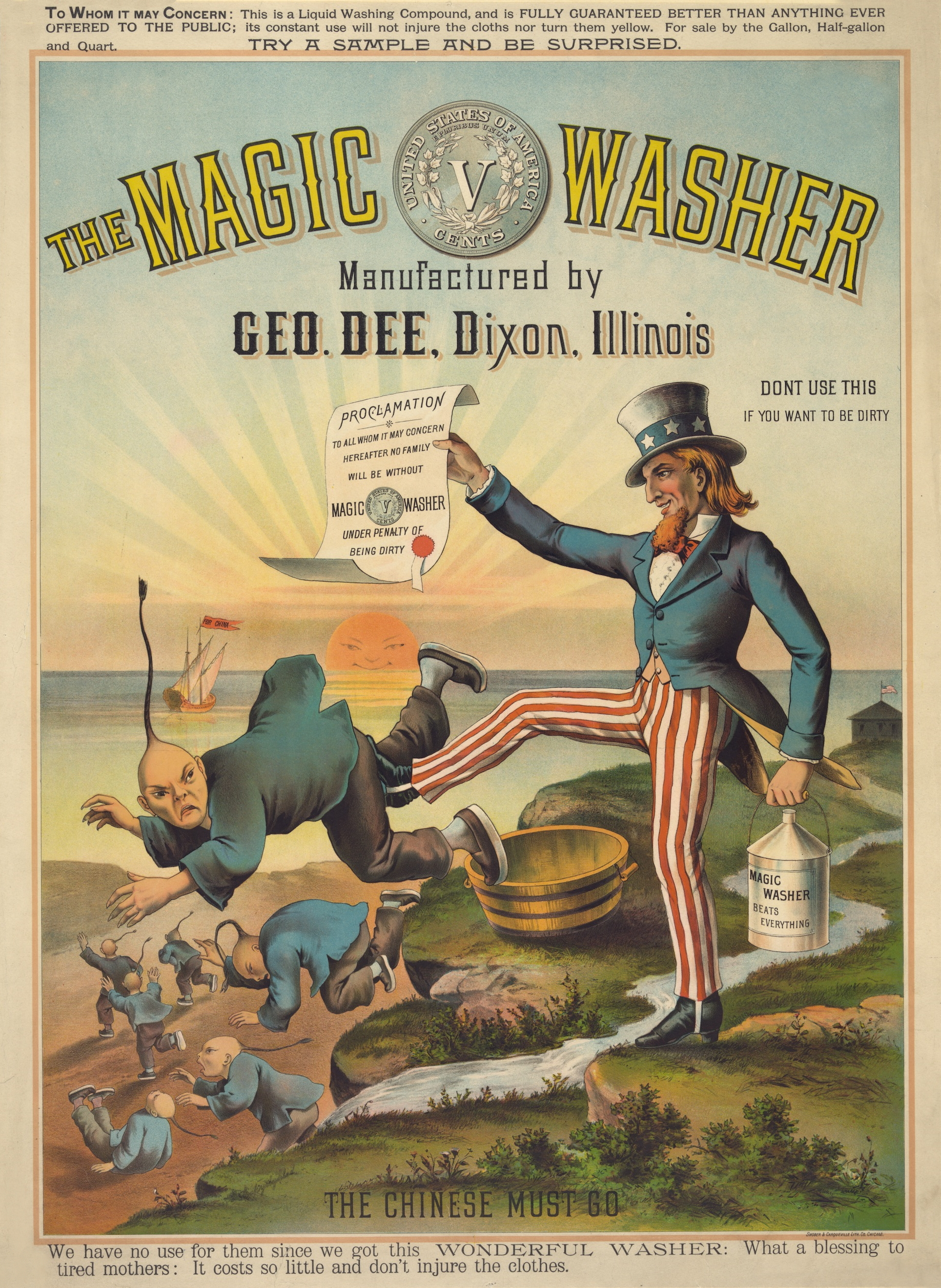
Caricatura de l'època

Finalment la llei va ser signada el 6 de maig de 1882 pel president Chester A. Arthur. Malgrat que ja hi havia una certa regulació per limitar l'entrada de "blancs" i de nascuts a l'Àfrica, la nova legislació barrava de forma explícita el pas dels treballadors xinesos (no inclou els comerciants, els estudiants ni els diplomàtics) per un període de 10 anys, i també prohibia la seva nacionalització com a ciutadans americans. Els debats al Congrés reflectien el nivell de racisme i discriminació, no només amb els xinesos, sinó també amb els afroamericans i amb els indis.
L'aprovació de la llei va generar importants protestes per part de la comunitat xinesa, i Wong Chin Foo va fundar la Lliga Xinesa per la Igualtat de Drets, organització que va convocar diverses manifestacions a Nova York, i va cridar a la desobediència civil.
Posteriorment, el període d'exclusió es va ampliar a 10 anys més, amb l'aprovació de la "Geary Act" de 1892 que es va fer extensiva als procedents de Hawaii i de les Filipines, i va ser el punt de partida de les lleis dels anys 20 sobre la restricció de la immigració, que va culminar amb la llei de l'any 1929 "National origen Act", que marcava un límit màxim de 150.000 immigrants asiàtics per any.
La llei no va ser derogada fins a l'any 1943, durant la presidència de Franklin Delano Roosevelt, mitjançant la "Magnuson Act".

## Dates significatives
1848: Descobriment d'or a Sutter's Mill, California. Arribada dels primers treballadors xinesos immigrants.
1850: Es creen impostos pels miners estrangers, principalment pels mexicans i el xinesos.
1852 : Arriben 18.434 xinesos immigrants (només 50 dones).
1854: La llei no permet que els xinesos puguin testimoniar en els tribunals
1860: La població xinesa als Estats Units arriba a 35.565 persones censades i arriben 7.620 immigrants
1865: El "Central Pacific Railroad" contracta uns 15.000 obrers xinesos.
1868: Tractat Burlingame
1870: California aprova una llei per "importar" prostitutes japoneses i xineses. Arriben un total de15.740 immigrants xinesos
1871: A Los Angeles, actes de violència anti-xinesa amb 18 xinesos morts
1872: Primer grup d'estudiants xinesos a Estas Units
1873: Inici d'un període de depressió econòmica i corrupció en les companyies de ferrocarril.
1877: A Chico, California, actes de violència anti-xinesa
1878: Els tribunals neguen la ciutadania als xinesos
1880: La població xinesa ja és de 104.468 persones i arriben 5.802 immigrants. California aprova una llei que no permet els matrimonis inter-racials.
1882: S'aprova la llei d'exclusió.
1882 a 1885, la immigració passa en tres anys, d'unes 50.000 a 22 persones.:
1885: A Rock Springs, Wyoming, actes de violència: 150 miners armats amb torxes cremen cases i negocis dels xinesos i maten a 28 persones. L'ambaixada de la Xina a Washington reclama una investigació i que es faci justícia, però ningú és castigat pels fets.

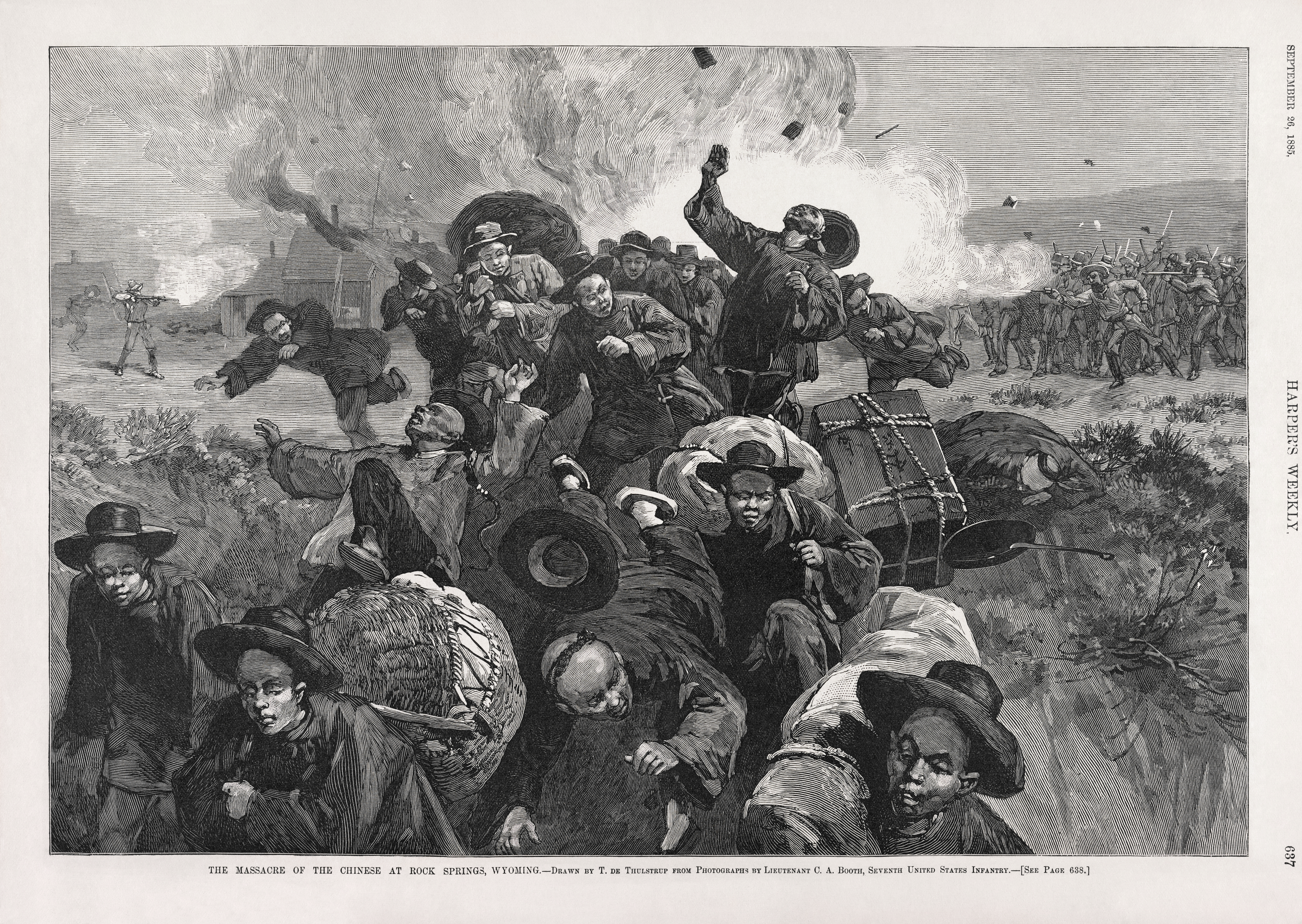
Massacre a Rock Springs (1885)

1890: La població xinesa a USA és de 106.688 persones.
1892: S'aprova la Llei Geary, que amplia 10 anys més la llei d'exclusió.
1896: El dirigent i diplomàtic xinès Li Hongzhang viatja als Estats Units per advocar per la reforma d'aquesta llei.